# Moldaves en Roumanie
 Les Moldaves en Roumanie comprennent les personnes nées en République de Moldavie vivant en Roumanie et leurs descendants. Le groupe d'immigrants le plus important en Roumanie vient de Moldavie. En raison de l'ancienne période d'union entre la majeure partie de la Moldavie et la Roumanie, de nombreux Moldaves peuvent prétendre à la citoyenneté roumaine sur la base de leur ascendance roumaine. De nombreux immigrants de la République de Moldavie préfèrent s'installer dans les comtés roumains de la région de Moldavie occidentale, car la culture y est plus proche de celle de leur pays d'origine. Il existe également d'importantes communautés moldaves dans les plus grandes villes de Roumanie, comme Bucarest et Constanta (Valachie) ainsi que Cluj-Napoca (Transylvanie) et Timișoara (Banat),.